# 日本における結婚

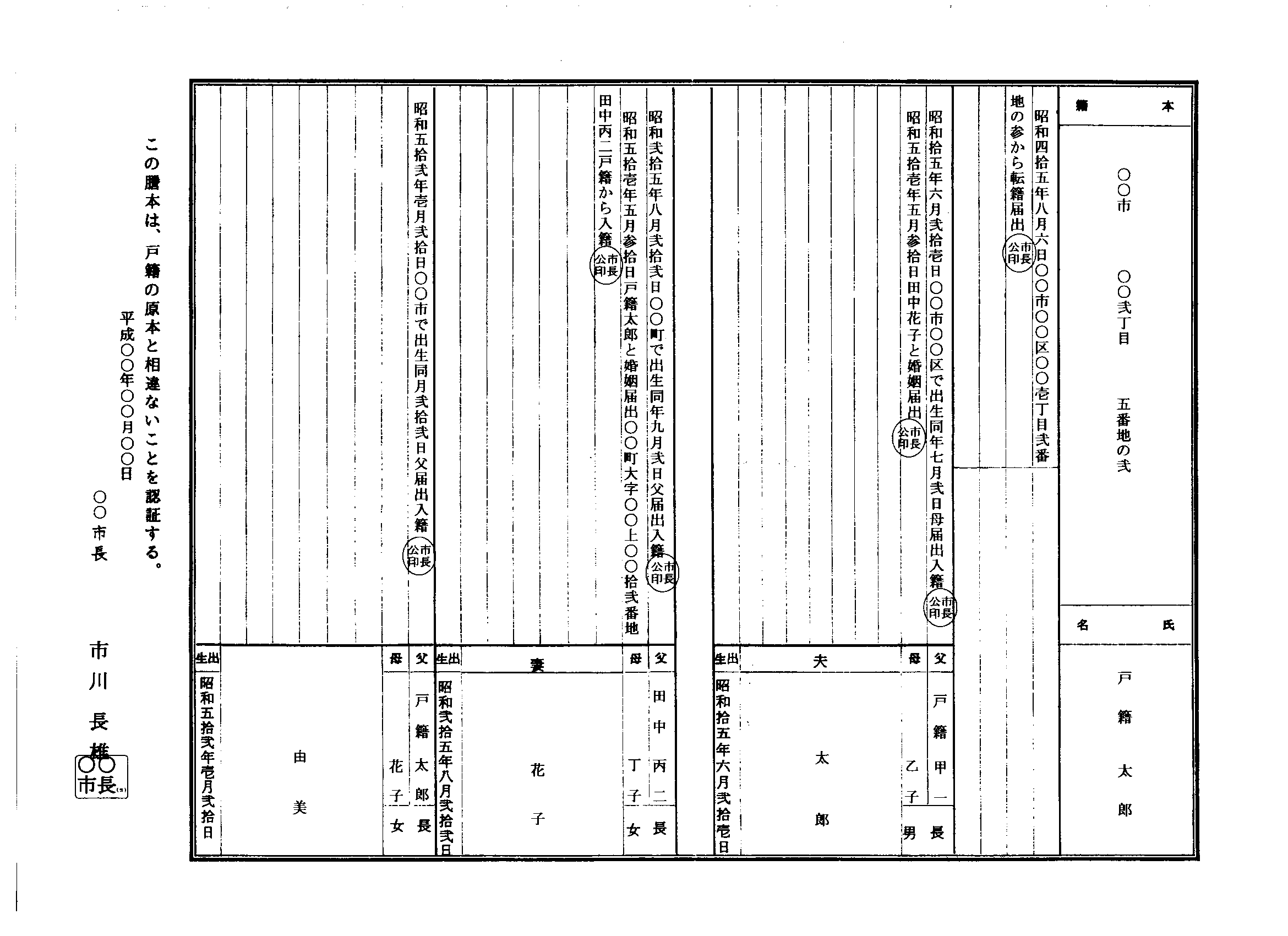
戸籍謄本

日本における結婚（にほんにおけるけっこん）は、世帯を中心とした法的・社会的制度であり戸籍において記録される。戸籍法第74条に基づいて婚姻届を提出することで法的に結婚を行ったことになる（民法第739条）。婚姻可能年齢は、男女とも18歳以上である（民法731条）。
伝統的に日本では、結婚相手を見つける方法を「お見合い」と「恋愛」の2つに区分していたが、戦後は西洋の恋愛観が日本の結婚観を変えたため、この区別は意味をなさなくなった。

## 統計
厚生労働省政策統括官『人口動態統計』による。1947から1972年は沖縄県を含まない。1940年以前の総数には初婚・再婚の別不詳を含む。婚姻率は1940年以前は総人口、1947年以降は日本人人口1,000について。
| 年次 | 婚姻総数  | 婚姻率 | 夫                       | 夫                       | 妻                       | 妻                       | 初婚の割合(％)           | 初婚の割合(％)           |
| 年次 | 婚姻総数  | 婚姻率 | 初婚数                   | 再婚数                   | 初婚数                   | 再婚数                   | 夫                       | 妻                       |
| ---- | --------- | ------ | ------------------------ | ------------------------ | ------------------------ | ------------------------ | ------------------------ | ------------------------ |
| 1900 | 346,528   | 7.9    | 278,384                  | 66,398                   | 294,606                  | 45,820                   | 80.3                     | 85.0                     |
| 1910 | 441,222   | 9.0    | 368,111                  | 69,975                   | 390,466                  | 47,838                   | 83.4                     | 88.5                     |
| 1920 | 546,207   | 9.8    | 453,139                  | 92,280                   | 489,737                  | 55,524                   | 83.0                     | 89.7                     |
| 1930 | 506,674   | 7.9    | 437,094                  | 68,774                   | 465,128                  | 40,524                   | 86.3                     | 91.8                     |
| 1940 | 666,575   | 9.3    | 580,283                  | 85,437                   | 616,735                  | 47,449                   | 87.1                     | 92.5                     |
| 1947 | 934,170   | 12.0   | 戦後混乱期により統計なし | 戦後混乱期により統計なし | 戦後混乱期により統計なし | 戦後混乱期により統計なし | 戦後混乱期により統計なし | 戦後混乱期により統計なし |
| 1950 | 715,081   | 8.6    | 戦後混乱期により統計なし | 戦後混乱期により統計なし | 戦後混乱期により統計なし | 戦後混乱期により統計なし | 戦後混乱期により統計なし | 戦後混乱期により統計なし |
| 1955 | 714,861   | 8.1    | 626,394                  | 88,467                   | 656,591                  | 58,270                   | 87.6                     | 91.8                     |
| 1960 | 866,115   | 9.3    | 782,021                  | 84,094                   | 812,597                  | 53,518                   | 90.3                     | 93.8                     |
| 1965 | 954,852   | 9.8    | 872,649                  | 82,203                   | 900,304                  | 54,548                   | 91.4                     | 94.3                     |
| 1970 | 1,029,405 | 10.0   | 943,783                  | 85,622                   | 967,716                  | 61,689                   | 91.7                     | 94.0                     |
| 1971 | 1,091,229 | 10.4   | 1,003,381                | 87,848                   | 1,026,772                | 64,457                   | 91.9                     | 94.1                     |
| 1972 | 1,099,984 | 10.4   | 1,011,042                | 88,942                   | 1,032,967                | 67,017                   | 91.9                     | 93.9                     |
| 1973 | 1,071,923 | 9.9    | 983,035                  | 88,888                   | 1,002,656                | 69,267                   | 91.7                     | 93.5                     |
| 1974 | 1,000,455 | 9.1    | 911,808                  | 88,647                   | 929,824                  | 70,631                   | 91.1                     | 92.9                     |
| 1975 | 941,628   | 8.5    | 855,825                  | 85,803                   | 871,445                  | 70,183                   | 90.9                     | 92.5                     |
| 1976 | 871,543   | 7.8    | 787,521                  | 84,022                   | 801,264                  | 70,279                   | 90.4                     | 91.9                     |
| 1977 | 821,029   | 7.2    | 738,321                  | 82,708                   | 750,756                  | 70,273                   | 89.9                     | 91.4                     |
| 1978 | 793,257   | 6.9    | 710,875                  | 82,382                   | 722,577                  | 70,680                   | 89.6                     | 91.1                     |
| 1979 | 788,505   | 6.8    | 704,321                  | 84,184                   | 715,551                  | 72,954                   | 89.3                     | 90.7                     |
| 1980 | 774,702   | 6.7    | 690,885                  | 83,817                   | 701,415                  | 73,287                   | 89.2                     | 90.5                     |
| 1981 | 776,531   | 6.6    | 691,448                  | 85,083                   | 702,259                  | 74,272                   | 89.0                     | 90.4                     |
| 1982 | 781,252   | 6.6    | 693,990                  | 87,262                   | 704,840                  | 76,412                   | 88.8                     | 90.2                     |
| 1983 | 762,552   | 6.4    | 675,514                  | 87,038                   | 686,477                  | 76,075                   | 88.6                     | 90.0                     |
| 1984 | 739,991   | 6.2    | 652,618                  | 87,373                   | 663,021                  | 76,970                   | 88.2                     | 89.6                     |
| 1985 | 735,850   | 6.1    | 646,241                  | 89,609                   | 656,609                  | 79,241                   | 87.8                     | 89.2                     |
| 1986 | 710,962   | 5.9    | 620,754                  | 90,208                   | 630,353                  | 80,609                   | 87.3                     | 88.7                     |
| 1987 | 696,173   | 5.7    | 605,675                  | 90,498                   | 615,148                  | 81,025                   | 87.0                     | 88.4                     |
| 1988 | 707,716   | 5.8    | 613,919                  | 93,797                   | 623,743                  | 83,973                   | 86.7                     | 88.1                     |
| 1989 | 708,316   | 5.8    | 611,963                  | 96,353                   | 623,485                  | 84,831                   | 86.4                     | 88.0                     |
| 1990 | 722,138   | 5.9    | 625,453                  | 96,685                   | 637,472                  | 84,666                   | 86.6                     | 88.3                     |
| 1991 | 742,264   | 6.0    | 645,790                  | 96,474                   | 657,715                  | 84,549                   | 87.0                     | 88.6                     |
| 1992 | 754,441   | 6.1    | 657,540                  | 96,901                   | 669,760                  | 84,681                   | 87.2                     | 88.8                     |
| 1993 | 792,658   | 6.4    | 692,214                  | 100,444                  | 704,929                  | 87,729                   | 87.3                     | 88.9                     |
| 1994 | 782,738   | 6.3    | 681,759                  | 100,979                  | 693,853                  | 88,885                   | 87.1                     | 88.6                     |
| 1995 | 791,888   | 6.4    | 687,167                  | 104,721                  | 700,158                  | 91,730                   | 86.8                     | 88.4                     |
| 1996 | 795,080   | 6.4    | 688,887                  | 106,193                  | 701,776                  | 93,304                   | 86.6                     | 88.3                     |
| 1997 | 775,651   | 6.2    | 670,007                  | 105,644                  | 681,468                  | 94,183                   | 86.4                     | 87.9                     |
| 1998 | 784,595   | 6.3    | 675,519                  | 109,076                  | 687,552                  | 97,043                   | 86.1                     | 87.6                     |
| 1999 | 762,028   | 6.1    | 651,925                  | 110,103                  | 664,379                  | 97,649                   | 85.6                     | 87.2                     |
| 2000 | 798,138   | 6.4    | 678,174                  | 119,964                  | 691,507                  | 106,631                  | 85.0                     | 86.6                     |
| 2001 | 799,999   | 6.4    | 674,770                  | 125,229                  | 687,683                  | 112,316                  | 84.3                     | 86.0                     |
| 2002 | 757,331   | 6.0    | 633,543                  | 123,788                  | 645,138                  | 112,193                  | 83.7                     | 85.2                     |
| 2003 | 740,191   | 5.9    | 613,727                  | 126,464                  | 626,327                  | 113,864                  | 82.9                     | 84.6                     |
| 2004 | 720,418   | 5.7    | 592,449                  | 127,969                  | 605,936                  | 114,482                  | 82.2                     | 84.1                     |
| 2005 | 714,265   | 5.7    | 584,076                  | 130,189                  | 599,691                  | 114,574                  | 81.8                     | 84.0                     |
| 2006 | 730,973   | 5.8    | 593,728                  | 137,245                  | 612,134                  | 118,839                  | 81.2                     | 83.7                     |
| 2007 | 719,822   | 5.7    | 584,416                  | 135,406                  | 600,743                  | 119,079                  | 81.2                     | 83.5                     |
| 2008 | 726,106   | 5.7    | 590,573                  | 135,533                  | 605,868                  | 120,238                  | 81.3                     | 83.4                     |
| 2009 | 707,740   | 5.6    | 575,103                  | 132,637                  | 591,320                  | 116,420                  | 81.3                     | 83.6                     |
| 2010 | 700,222   | 5.5    | 570,576                  | 129,646                  | 586,719                  | 113,503                  | 81.5                     | 83.8                     |
| 2011 | 661,898   | 5.2    | 537,685                  | 124,213                  | 553,666                  | 108,232                  | 81.2                     | 83.6                     |
| 2012 | 668,870   | 5.3    | 541,918                  | 126,952                  | 559,372                  | 109,498                  | 81.0                     | 83.6                     |
| 2013 | 660,622   | 5.3    | 533,711                  | 126,911                  | 551,824                  | 108,798                  | 80.8                     | 83.5                     |
| 2014 | 643,783   | 5.1    | 519,406                  | 124,377                  | 537,193                  | 106,590                  | 80.7                     | 83.4                     |
| 2015 | 635,225   | 5.1    | 510,296                  | 124,929                  | 528,611                  | 106,614                  | 80.3                     | 83.2                     |
| 2016 | 620,707   | 5.0    | 499,377                  | 121,330                  | 516,684                  | 104,023                  | 80.5                     | 83.2                     |
| 2017 | 606,952   | 4.9    | 488,739                  | 118,213                  | 505,721                  | 101,231                  | 80.5                     | 83.3                     |
| 2018 | 586,481   | 4.7    | 471,188                  | 115,293                  | 487,652                  | 98,829                   | 80.3                     | 83.1                     |
| 2019 | 599,007   | 4.8    | 481,113                  | 117,894                  | 497,598                  | 101,409                  | 80.3                     | 83.1                     |
| 2020 | 525,507   | 4.3    | 423,484                  | 102,023                  | 437,169                  | 88,338                   | 80.6                     | 83.2                     |
| 2021 | 501,138   | 4.1    | 405,214                  | 95,924                   | 417,783                  | 83,355                   | 80.9                     | 83.4                     |

粗婚姻率（人口千人あたり結婚率）はOECD平均を上回る水準である（2020年）。

結婚件数の推移
人口千人あたり結婚率
離婚件数の推移
人口千人あたり離婚率

### 初婚年齢

日本における平均初婚年齢

日本における初婚年齢（年別）

平均初婚年齢は緩やかに上昇しており、2021年時点では、夫が31.0歳、妻が29.5歳であった。
| 調査年 | 初婚-夫 | 初婚-妻 |
| ------ | ------- | ------- |
| 1910   | 27.0    | 23.0    |
| 1920   | 27.4    | 23.2    |
| 1930   | 27.3    | 23.2    |
| 1940   | 29.0    | 24.6    |
| 1950   | 25.9    | 23.0    |
| 1960   | 27.2    | 24.4    |
| 1970   | 26.9    | 24.2    |
| 1980   | 27.8    | 25.2    |
| 1990   | 28.4    | 25.9    |
| 2000   | 28.8    | 27.0    |
| 2005   | 29.8    | 28.0    |
| 2010   | 30.5    | 28.8    |
| 2015   | 31.1    | 29.4    |
| 2016   | 31.1    | 29.4    |
| 2017   | 31.1    | 29.4    |
| 2018   | 31.1    | 29.4    |
| 2019   | 31.2    | 29.6    |
| 2020   | 31.0    | 29.4    |
| 2021   | 31.0    | 29.5    |

## 法制度
戦後の民法においては、婚姻は終生にわたる共同での生活を目的とする典型的な身分行為であり、財産法上の契約関係のような特定の目的を達成する限度でのみ認められる結合とは異なる全人格的結合であるとされる。そのため婚姻は代理に親しまない行為であり、また、条件や期限の親しまない行為とされる。
日本の民法についてこの節では、条数のみ記載する。

### 婚姻の成立
民法第739条
1. 婚姻は、戸籍法（昭和22年法律第224号）の定めるところにより届け出ることによって、その効力を生ずる。
2. 前項の届出は、当事者双方及び成年の証人2人以上が署名した書面で、又はこれらの者から口頭で、しなければならない。

#### 婚姻の成立要件
日本法（民法）は、婚姻の成立に法律上の手続を要求する法律婚主義を採用している（739条）。実質的要件として当事者の婚姻意思の合致及び婚姻障害事由の不存在が必要とされる。また、形式的要件として戸籍法に基づく届出が必要とされる。

##### 婚姻意思の合致
婚姻には、まず実質的要件として婚姻意思の合致が必要である。日本国憲法第24条1項は「婚姻は、両性の合意のみに基いて成立し、夫婦が同等の権利を有することを基本として、相互の協力により、維持されなければならない」と規定する。
「婚姻意思」とは何かという点については、婚姻という身分行為に必要な届出をなす意思であるとする形式的意思説もあるが、通説は婚姻届出を出す意思を有するとともに社会通念に従って夫婦と認められる生活共同体を創設しようとする意思をいうとしている（実質的意思説、実体的意思説）。婚姻意思が存在しない場合（婚姻意思の欠缺）の婚姻は無効である（742条1号）。
なお、成年被後見人が婚姻をするには、その成年後見人の同意を要しない（738条）。

##### 婚姻障害事由の不存在
婚姻には民法に規定される婚姻障害事由（731条から737条）が存在しないことが必要である。婚姻障害事由のうち、民法731条から736条までの規定に違反した婚姻は「不適法な婚姻」として、法定の手続に従って取り消しうる（744条）が、737条違反については誤って受理されると、もはや取り消し得ない（後述）。
- 婚姻適齢

日本においては2022年（令和4年）4月1日以降、原則として男女とも18歳以上になった。明治31年、民法で男性は17歳、女性は15歳以上と定められ。昭和22年の民法改正により1歳引き上げられ、男性は18歳以上、女性は16歳以上となった（731条）。令和4年の成人年齢改正に伴い、婚姻年齢も男女とも18歳以上となった。
婚姻適齢に達しない場合は婚姻障害事由となり、744条により取り消しうる（不適齢者の取消しについては745条に定めがある）。ただし、実際には当事者が婚姻適齢に達しているか否かは、戸籍の記載から明らかであるので、誤って届出が受理された場合や戸籍上の生年月日が誤って記載されていた場合などに成立するにすぎない。
婚姻適齢に達した未成年者は婚姻できるが、未成年者の婚姻には父母の同意が必要である（737条）。未成年者は婚姻により私法上において成年者として扱われる（753条）。通説によれば、この成年擬制の効果は年齢20歳に達する前に婚姻を解消した場合であっても失われないとされているので、初婚の解消後に再婚する場合には親の同意は必要とされない。
未成年者の婚約については、未成年者（婚姻適正年齢外）であるからといって結婚をする約束（婚約）は無効にはならないという判例（大判大8・4・23民録25輯693頁）もあるため、高校生同士が結婚の約束をしていたことが証明されるに至った場合には、法的効力をもつ婚約となることがありうる。
前述の2022年（令和4年）4月1日の改正民法施行により、成人年齢を現行の20歳から18歳に引き下げられると共に、る改正民法が女性の婚姻年齢を16歳から18歳に引き上げられた。そのため、改正日以降は結婚できるのは成人のみとなり、親権者同意は不要となった。ただし、2022年3月31日現在で16歳以上である未成年者の女性は改正前と同様に、親の同意があれば結婚が可能である。
- 重婚の禁止

配偶者のある者は、重ねて婚姻をすることができない（732条）。一夫一婦制をとり多婚制を否認する趣旨である。本条は実質上の一夫一婦制をも志向するものではあるが、732条の「配偶者」は法律上の配偶者を意味し内縁など事実上の婚姻を含まない。
重婚が生じる場合としては、
1. 誤って二重に届出が受理された場合
2. 後婚の成立後に前婚の離婚が無効あるいは取り消された場合
3. 失踪宣告を受けた者の配偶者が再婚した後に失踪宣告が取り消された場合
4. 認定死亡あるいは戦死公報による婚姻解消ののち残存配偶者が再婚した後に前の配偶者が生還した場合
5. 失踪宣告を受けた者が実は生存していて他所で婚姻した後に失踪宣告が取り消された場合
6. 内地と外地とでそれぞれ婚姻した場合

があるとされる。失踪宣告の取消しなどにおける善意再婚者（重婚の事実を知らなかった者）の保護については問題となる（失踪宣告の取消しの場合について多数説は民法32条1項準用により後婚の当事者が善意であれば前婚は復活せず重婚は生じないとする。失踪宣告も参照）。
重婚を生じた場合、後婚については本条により取消原因となるほか、前婚については離婚原因（770条1項1号・5号など）となる。なお、悪意（故意）による重婚は重婚罪（刑法184条）を構成し処罰される（相婚者も同様に処罰される）。
- 再婚禁止期間

かつては女性が再婚する場合、前婚の解消または取消しの日から一定の日数を経過してからしか再婚ができなかったが、この規定（733条）は2024年4月1日で廃止された。この期間は再婚期限、待婚期間、寡居期間とも呼ばれる。女性が再婚する場合において生まれた子の父性の推定が重複して前婚の子か後婚の子か不明になることを防ぐ趣旨として設定されていた（最判平7・12・5判時1563号83頁）。
かつて、再婚期間は6か月とされていたが、「民法の一部を改正する法律案要綱」（平成8年2月26日法制審議会総会決定）では6か月から100日に短縮すべきとしていた。2015年（平成27年）12月16日最高裁判所大法廷判決は、同項が100日を超えて再婚禁止期間を定めていることについて憲法14条1項、24条2項に違反すると判示。違憲判決を受けて離婚後100日を経過した女性については婚姻届を受理する法務省通知が出され、2016年6月1日に民法の一部を改正する法律案が国会で可決成立し条文上も100日となった。
本条の趣旨から、父性の推定の重複という問題を生じない場合には733条1項の適用は排除されていた。女性が前婚の解消または取消しの後に出産した場合には1項の適用はなく、さらに2016年の改正により女性が前婚の解消または取消しの時に懐胎していなかった場合にも医師の証明書があれば再婚禁止期間中でも婚姻届は受理されることとなった（733条2項）。
2016年の民法改正においても改正法の施行から3年後をめどに制度の見直しを検討することが付則に盛り込まれていたが、2022年の改正では再婚禁止期間は全廃となった。前婚と後婚で嫡出推定が重複する問題については、嫡出推定を「出生の直近の婚姻における夫の子と推定する」と明文化し（772条3項）、あわせて妊娠中に婚姻していた前夫が嫡出否認の訴えを提起できるなどの手当が行われた。
- 近親者間の婚姻の禁止
優生学上また倫理上・道義上の見地から一定の親族間での婚姻は認められない[24][27][28][29]。
  - 直系血族又は三親等内の傍系血族の間の婚姻の禁止

直系血族の間では婚姻をすることができない（734条本文）。非嫡出子は父からの認知がない限り法律上の父子関係を生じないが、その関係上、父と未認知の娘との間の婚姻については、認知がない以上は法律上の親子関係にないため本条の適用余地はないとする説（法律的血縁説）[27]と実質的な直系血族である以上は婚姻は認められないとする説（自然血縁説）[24]が対立する。なお、養子縁組前に養子が出生した子と養親とは親族関係にないため（判例として大判昭7・5・11民集11巻1062頁）、本条の適用はない[30]。
三親等内の傍系血族の間についても婚姻をすることはできない（734条本文）。
ただし、養子と養方の傍系血族との間の婚姻は許される（734条但書）。養子の実子と養親の実子の間の婚姻については学説に対立がある[31]。
  - 直系姻族間の婚姻の禁止

直系姻族の間では婚姻をすることができない（735条前段）。728条又は817条の9による直系姻族関係終了後も同様とされる（735条後段）。
  - 養親子等の間の婚姻の禁止

養子若しくはその配偶者又は養子の直系卑属若しくはその配偶者と養親又はその直系尊属との間では、729条の規定により親族関係が終了した後でも、婚姻をすることができない（736条）。養子またはその縁組後に出生した直系卑属と養親またはその直系尊属の配偶者との間（婚姻していた当事者にあっては婚姻が解消されている場合に限る）においては離縁後においても婚姻が禁止されるか否かについて学説には対立があるが、実務は婚姻障害にあたらないとする（昭28・12・25民事甲2461号回答）[32][33][28][34]。
- 未成年者の婚姻についての父母の同意

未成年の子が婚姻をするには、父母の同意を得なければならない（737条1項）。父母の一方が同意しないとき、父母の一方が知れないとき、死亡したとき、又はその意思を表示することができないときは他の一方の同意だけで足りる（737条2項）。
親権を辞任・喪失している父母の同意権については学説に対立があるが、父母の同意は親権と無関係であるとして実務は同意権を有するものとしている（昭33・7・7民事甲1361号回答、昭24・11・11民事甲2631号回答）。また、実父母と養父母とがいる場合に実父母の同意が必要か不要かをめぐっても学説に対立があるが、実務は養父母のみを同意権者とする（昭24・11・11民事甲2641号回答）。
父母の同意がない場合には婚姻障害事由に該当することとなり婚姻届は受理されないが、婚姻障害事由のうち本条違反は取消原因として挙げられていないため（744条）、誤って受理されるともはや取り消し得ず有効な婚姻となる（通説・判例）。したがって、この父母の同意は厳密には婚姻成立要件ではなく届出受理要件ということになる（最判昭30・4・5裁判集民18巻61頁）。
本条については解釈上の問題点も多く、立法論としては法定代理人の同意とすべきとの案、同意に代わる家庭裁判所の審判も認めるべきとの案、本条そのものについて削除すべきとする案などがあった。
この点に関しては上記の「婚姻適齢」の項にある通り、2022年4月に成人年齢の18歳への引き下げと女性の婚姻適齢の18歳以上への引き上げに伴い、737条の削除、および経過措置ののち2024年4月から婚姻が可能な者が18歳（成人）以上のみとなり考慮する必要がなくなった。

##### 戸籍法に基づく届出
婚姻には形式的要件として戸籍法に基づく届出（婚姻届）が必要である（739条2項）。これは婚姻の効力を第三者にも及ぼすためである。この届出については当事者間の合意で婚姻は成立しておりその効力発生要件にすぎないとする説と届出がない以上は婚姻は成立しないのであるから婚姻の成立要件であるとする説（通説）などがある。婚姻届は当事者の本籍地又は届出人の所在地でこれをしなければならない（戸籍法25条1項）。
婚姻の届出は731条から737条まで及び739条2項の規定その他の法令の規定に違反しないことを認めた後でなければ受理することができない（740条）。なお、外国に在る日本人間で婚姻をしようとするときは、その国に駐在する日本の大使、公使又は領事にその届出をすることができる（740条前段）。
婚姻は戸籍事務の担当者が届出を受理した時点で成立する（大判昭16・7・29民集20巻1019頁）。婚姻の届出をしない場合には婚姻届出の欠缺（けんけつ）として婚姻は無効である（742条2号本文）。ただし、その届出が739条2項に定める方式を欠くだけであるときは、婚姻はそのためにその効力を妨げられない（742条2号但書）。
2004年7月16日に「性同一性障害者の性別の取扱いの特例に関する法律」が施行、これにともない戸籍法も一部改正した。特例法の定める要件を満たす性同一性障害者は家庭裁判所で性別の変更の審判を請求することができ、戸籍上の性別の変更が可能となった。戸籍上の性別にしたがい、その男女の婚姻届は受理される。

#### 婚姻の無効と取消し

##### 婚姻の無効
婚姻意思の欠缺や婚姻届出の欠缺は婚姻の無効原因であり、また、婚姻の無効原因はこの二つに限られる（742条）。

##### 婚姻の取消し
民法731条から736条までの規定に違反した婚姻（744条）、また、詐欺または強迫による婚姻（747条）は法定の手続に従って取り消しうる。これらは取消しであるから取り消されるまでは当該婚姻は一応は有効とされる。また、婚姻の取消しの効力には遡及効はなく、将来に向かってのみ効力を生ずる（748条1項）。

### 婚姻の効力

#### 夫婦同氏の規定
夫婦は、婚姻の際に定めるところに従い、夫又は妻の氏を称する（750条）。婚姻後に夫婦が称する氏については、届書に記載して届け出なければならない（戸籍法74条1号）。偶然にも同一の氏である場合にも同様である（769条の場合に法的な意味を有することになる）。当事者の婚姻前の氏とは関係のない第三者の氏とすることは許されない。なお、明治民法が制定されるまでの初期の明治時代では1876年（明治9年）3月の太政官指令により、妻は生家の姓「所生ノ氏」（実家の氏）を用いること（夫婦別氏）とされていた（明治9年3月17日太政官指令15号。しかしながら、上記の指令にもかかわらず、妻が夫の姓（氏）を称することが慣習化していったといわれている。
夫婦の氏につき「民法の一部を改正する法律案要綱」（平成8年2月26日法制審議会総会決定）では、夫婦は婚姻の際に定めるところに従い夫もしくは妻の氏を称しまたは各自の婚姻前の氏を称するものとし、夫婦が各自婚姻前の氏を称する旨の定めをするときは、夫婦は婚姻の際に夫または妻の氏を子が称する氏として定めなければならないものとしており、選択的夫婦別姓制度の導入、導入する場合の子の氏等についての議論がなされている。2015年(平成27年）12月16日最高裁大法廷判決は、婚姻に際し夫婦同氏のみを認める民法750条の規定について憲法13条、14条1項、24条に違反しないと判示している。
なお、日本の戸籍実務においては日本人が外国人と結婚する場合については夫婦同氏の規定の適用はないとしている（昭和20年4月30日民事甲899号回答、昭和42年3月27日民事甲365号回答）。この点に関して戸籍法は外国人と婚姻をした者がその氏を配偶者の称している氏に変更しようとするときは、その者は、その婚姻の日から6か月以内に限り、家庭裁判所の許可を得ないで、その旨を届け出ることができるとしている（戸籍法第107条第2項）。

#### 同居・協力・扶助義務
夫婦は同居し、互いに協力し扶助しなければならない（752条）。これは婚姻の本質的義務で身分的効果の中核をなすとされる。正当な理由なく同居しない配偶者に対して他方の配偶者は同居するよう請求しうる。ただし、同居の審判があっても本人の意思に反する強制履行はできないとされている（通説・判例。判例として大決昭5・9・30民集9巻926頁）。また、婚姻関係が完全に破綻している場合には同居の請求は認められない（大阪高判昭35・1・14家月12巻4号95頁）。
正当な理由のない同居・協力・扶助義務の不履行は「悪意の遺棄」として離婚原因となる（770条1項2号）。
病気による入院、出稼ぎや単身赴任、家庭内暴力など同居が困難な事情があると認められる場合には同居義務違反とはならず、やむをえず別居している配偶者に対して同居請求権を行使することは権利の濫用にほかならない（通説）。

#### 貞操義務
夫婦は貞操義務（守操義務）を負う（通説・判例。大決大15・7・20刑集5巻318頁）。民法上には直接的な明文の規定はないが、婚姻の本質からみて当然の義務であると解されており、不貞行為は離婚原因となる（770条1項1号）。
- 夫婦間の不法行為責任

他方配偶者は不法行為責任（損害賠償責任）を追及しうる（通説・判例。大決大15・7・20刑集5巻318頁）。
- 第三者の不法行為責任

相手方たる第三者は共同不法行為者となり（大刑判昭2・5・17新聞2692号6頁）、その第三者に故意・過失がある限り、他方配偶者はその第三者に対しても慰謝料請求しうる（通説・判例。大刑判明36・10・1刑録9輯1425頁、最判昭54・3・30民集33巻2号303頁）。ただし、判例は夫婦関係がすでに破綻していた場合の第三者の不法行為責任を否定する（最判平8・3・26民集50巻4号993頁）。なお、夫婦間の未成年の子からの第三者への損害賠償請求は否定される（最判昭54・3・30民集33巻2号303頁）。

#### 婚姻による成年擬制
未成年者が婚姻をしたときは、これによって成年に達したものとみなされる（753条）。スイス民法やフランス民法にも同旨の規定があり、これらの規定は婚姻した未成年者が親権や後見に服するとすることは夫婦生活を阻害し法的関係に混乱を来すなど弊害を生じるためとされる。
成年擬制の効果は原則として私法領域に限られ、それ以外の法分野における成年擬制の効果は各法の趣旨によって定められるが、少年法・公職選挙法・二十歳未満ノ者ノ飲酒ノ禁止ニ関スル法律・二十歳未満ノ者ノ喫煙ノ禁止ニ関スル法律など公法領域については原則として成年擬制の効果は及ばないとされる。
通説によれば未成年者が離婚した場合にも成年擬制の効果は失われず制限行為能力者に復帰するわけではない（成年擬制存続説）。婚姻の取消しの場合にも不適齢婚による場合を除いて制限行為能力者には復帰しない（通説・実務）。

#### 夫婦契約取消権
夫婦間でした契約は、婚姻中、いつでも、夫婦の一方からこれを取り消すことができる。ただし、第三者の権利を害することはできない（754条）。
夫婦関係が実質的に破綻している場合には、形式的には婚姻関係にあっても本条にいう「婚姻中」とはいえず夫婦契約取消権を行使することはできない（最判昭33・3・6民集12巻3号414頁、最判昭42・2・2民集21巻1号88頁）。
本条の妥当性については疑問視する見解が多い。そもそも本条は沿革的にはローマ法に由来するもので夫から妻への家産の流失を防ぐといった趣旨があったとされるが、このような立法理由は今日では妥当でない。また、契約取消権の濫用が問題化したこともあって判例はその行使を厳しく制限しており契約取消権は実質的な意義を失っているとされる。このようなことから「民法の一部を改正する法律案要綱」（平成8年2月26日法制審議会総会決定）では民法754条の規定は削除すべきとしており現在議論がなされている。

#### 夫婦財産制
婚姻によって夫婦間に生じる財産関係すなわち夫婦間の費用の負担、財産の帰属、管理収益権などを規律する制度。
日本の民法は756条以下により、まず、婚姻の届出前に契約によって定めることを認め（契約財産制）、契約がない場合に法定財産制に従うものとしている（755条）。

##### 契約財産制
契約財産制とは夫婦財産契約に基づく財産関係である。夫婦財産契約は単なる夫婦間の契約ではなく登記によって第三者への対抗力を有する法律関係を生じる。夫婦財産契約とは夫婦が婚姻の届出前にその財産関係についてなす契約であり、夫婦財産契約を定めた場合には法定財産制の適用はない（755条の反対解釈）。ただし、日本ではこのような慣習がなく民法の定める制度も厳格なこともあって夫婦財産契約が締結される例は極めて少ないとされ、ほとんどの夫婦財産制は法定財産制によっている。
夫婦が法定財産制と異なる契約をしたときは、婚姻の届出までにその登記をしなければ、これを夫婦の承継人及び第三者に対抗することができない（756条）。夫婦の財産関係は、婚姻の届出後は、変更することができない（758条1項）。
夫婦の一方が、他の一方の財産を管理する場合において、管理が失当であったことによってその財産を危うくしたときは、他の一方は、自らその管理をすることを家庭裁判所に請求することができる（758条2項）。共有財産については、前項の請求とともに、その分割を請求することができる（758条3項）。
家庭裁判所の審判又は契約中に予め定められた規定により、財産の管理者を変更し、又は共有財産の分割をしたときは、その登記をしなければ、これを夫婦の承継人及び第三者に対抗することができない（759条）。

##### 法定財産制
- 婚姻費用の分担

夫婦は、その資産、収入その他一切の事情を考慮して、婚姻から生ずる費用を分担する（760条）。
- 日常の家事に関する債務の連帯責任

夫婦の一方が日常の家事に関して第三者と法律行為をしたときは、他の一方は、これによって生じた債務について、連帯してその責任を負う（761条本文）。ただし、第三者に対し責任を負わない旨を予告した場合は責任を免れる（761条但書）。
日常家事とは、夫婦の共同生活体を維持するために必要な費用を言い、たとえば、公共料金や家賃、納税資金調達行為等が該当するが、具体的には、夫婦の収入、資産、職業等によって判断される。不動産など、夫婦の一方の固有財産を売却する行為は日常家事に該当しない(最高裁判決昭和43年7月19日)。日常家事につき表見代理の規定(110条)は直接適用されないが、相手方が、その夫婦にとって日常家事の範囲内の行為であると信じるにつき正当な理由があった場合には、110条の類推により、相手方は保護される(最高裁判決昭和44年12月18日)。
- 夫婦間における財産の帰属

夫婦の財産については共有とする共有制、各自の所有とする別産制などがある。日本の民法は夫婦の一方が婚姻前から有する財産及び婚姻中自己の名で得た財産は、その特有財産（夫婦の一方が単独で有する財産）とするとして別産制を採用する（762条1項）。夫婦のいずれに属するか明らかでない財産は、その共有に属するものと推定される（762条2項）。別産制は憲法24条に違反しない（最大判昭36・9・6民集15巻8号2047頁）。
ただし、別産制をとるときには、夫婦の一方が他方の事業に協力している場合、夫婦の一方が内にあって家事にあたる場合、夫婦間の収入に格差がある場合などに不平等な結果を生じることとなるが、民法は婚姻継続中は家庭内の自律に任せ、婚姻解消時、具体的には相続においては配偶者相続権や寄与分、離婚においては財産分与などの制度によって清算することとしている。

### 婚姻の解消
法律上、婚姻関係は夫婦の一方が死亡した場合（夫婦の一方が失踪宣告を受けた場合を含む）及び離婚が成立した場合に解消される。

### 日本の国際結婚
国際私法上、本国人と外国人との間の結婚等の国際結婚については、どこの国の法を適用すべきかという準拠法の問題を生じるが、日本では法の適用に関する通則法で、国際結婚に関する定めがされている。

#### 婚姻の成立及び方式
日本の法の適用に関する通則法によれば、婚姻の成立は各当事者の本国法による（法の適用に関する通則法24条1項）。また、婚姻の方式は婚姻挙行地の法によるが（法の適用に関する通則法24条2項）、当事者の一方の本国法に適合する方式でも有効とされる（法の適用に関する通則法24条3項本文）。ただし、日本において婚姻が挙行された場合において、当事者の一方が日本人であるときは、日本法によることを要する（法の適用に関する通則法24条3項但書）。

#### 婚姻の効力
日本の法の適用に関する通則法によれば、婚姻の効力は、夫婦の本国法が同一であるときはその法により、その法がない場合において夫婦の常居所地法が同一であるときはその法により、そのいずれの法もないときは夫婦に最も密接な関係がある地の法によるとされる（法の適用に関する通則法25条）。

#### 夫婦財産制
日本の法の適用に関する通則法によれば、夫婦財産制についても原則として婚姻の効力の場合と同様の扱いとされる（法の適用に関する通則法26条1項・25条）。
ただし、夫婦が署名した書面で日付を記載したものにより、次に掲げる法のうちいずれの法によるべきかを定めたときは、夫婦財産制はその法による（法の適用に関する通則法26条2項前段）。
- 夫婦の一方が国籍を有する国の法
- 夫婦の一方の常居所地法
- 不動産に関する夫婦財産制については、その不動産の所在地法

この場合において、その定めは将来効のみ認められる（法の適用に関する通則法26条2項後段）。
外国法を適用すべき夫婦財産制にあっては、日本においてされた法律行為及び日本に在る財産については、善意の第三者に対抗することができない（法の適用に関する通則法26条3項前段）。この場合において、その第三者との間の関係については、夫婦財産制は日本法の規定による（法の適用に関する通則法26条3項後段）。ただし、外国法に基づいてされた夫婦財産契約であっても、日本においてこれを登記したときは、第三者に対抗することができる（法の適用に関する通則法26条4項）。

## 歴史

### 明治民法下
1898年（明治31年）に日本の民法が施行された当時、婚姻の成立要件は、
- 男は満17年、女は満15年に達したこと、
- 現に配偶者をもっていないこと、
- 女は前婚の解消または取消の日から6か月を経過したこと、
- 姦通によって離婚または刑の宣告を受けたものは相姦者と婚姻ができないこと、
- 直系血族間、三親等内の傍系血族相互間の婚姻でないこと、
- 男が満30年、女が満25年に達しない間は家に在る父母の同意を得ること、
- 家族は戸主の同意を得ること、
- 市町村長に届出をおこなうこと、

などである。
女性の年齢に関しては医科大学の研究、諸外国の統計、学者の意見などを参考にして決定されたとされる。
市町村長に届出をおこなうことという要件を欠くときは婚姻は無効であるが、その他の要件を欠くときは取り消し得べきものとなって、法律所定の者が裁判所に取消の訴を提起することができる（改正前民法780条）。
婚姻の取消はただ将来にむかって婚姻を消滅させるのみで、その効力は過去に遡らないから、婚姻が取り消されてもすでに夫婦の間に生まれた子があれば、依然として嫡出子である。
婚姻の効力は、
- 夫婦間に配偶者としての親族関係を生じること、
- 夫婦は互いに同居の義務および扶養の義務をもつこと、
- 夫（入夫婚姻であれば女戸主）は婚姻中の費用および子女の養育費を負担する義務をもつこと、
- 配偶者の財産を使用収益する権利をもつこと、
- 夫は妻の財産を管理すること、
- 妻が重要な法律行為をするには夫の許可を得なければならないこと、
- 日常の家事については妻は夫の代理人とみなされること、

などである。
一夫一婦の共諾婚が定められ、かつ婚姻は市町村長に届出ることによって効力を生じるとして、厳格な法律婚主義が採用された。
なお、1875年（明治8年）平民苗字必称義務令が出され、1876年（明治9年）太政官指令にて「婦女は結婚してもなお所生の氏（婚姻前の氏）を用いること」すなわち夫婦別姓を規定した。その後1898年（明治31年）の明治民法制定時に夫婦同氏と定められた。

## 未婚化・晩婚化についての分析
平均結婚年齢は年々上昇し、未婚率も上昇しており、非婚化・晩婚化が進んでいる。
その要因については、一般的には女性の高学歴化や社会進出（賃金労働者化）が言われてきた。女性が自身で相当程度の収入を得られる社会になったことで、「結婚しないと生きていけない」というような状況ではなくなったこと。
不況などの経済事由に伴う、育児の（男性が行う育児）困難。「大人だから結婚しなくてはいけない」という社会通念（結婚の強制）の希薄化。女性の社会的身分が男性と肩を並べるようになったことも、結婚・出産といった女性の側の一時的なリタイヤへの不安、等多岐にわたる。並びに結婚より子供だけを作るシングルファーザーなどの自治体での子育て支援などもある。
以下は、婚活アドバイザーとして、いくつも晩婚の男女を観察してきた白河桃子の見解を、一例として挙げる。
あくまでも婚期を遅くしてしまった男女の例であり、成人男女全体を科学的に統計をとった上に、学者が研究・考察したものではない。
女性の視点から見て、男性と同居することの魅力の減少（男性の収入の不安定化）
男性の場合、収入が低くて将来の見通しが不安定だと、結婚率が低くなる。結婚を安定させるだけの収入がないのに、結婚どころではない、ということである。それはまた、自分が生きてゆくだけでも大変なのに、他の人を抱え込んで面倒を見ている余裕などない、まして子育てができるような見込みなど立たないということでもある。なお、女性の場合は、年収と結婚率に相関関係はみられない、とされた。この現象は、1980年代から零細農家や小規模商店の男性が結婚できないという形で徐々に現れていたが、日本国政府・地方公共団体やマスコミでは「低収入の男性を差別することになる」としてタブー視され、触れられなかった。
1990年頃までは、大多数の男性は年功序列制度により、若い間は収入が低くても将来収入が増える見通しがあり、収入及び将来が不安視されることはなかった。だが、1990年代に入り、ニューエコノミーへの転換やグローバル化の進展に伴い社会構造が変化した結果、少数の中心的労働者（大企業の正社員や一部の専門職）と、多数の非中心的労働者（非正規社員、周辺的正社員など）が必要な状況へと変わっていった。この結果多数の男性が、収入が低くて将来の見通しが不安定な状態になり（フリーター、派遣社員、契約社員、名ばかり正社員など）、またそこから抜け出すことができず、結婚しづらい状況となった。
特に30歳代は男性の正規就業者の未婚割合が30.7%であるのに対して、非正規就業者は75.6%となっている。
男性の視点から見て、女性と同居することの魅力が減少
男性が低収入で結婚できない事例が挙げられはするが、それは物事の一面でしかない、とも白河はいう。
実際には、男性で正社員の職についていて収入が良くても、男性自身が結婚しない、結婚したがらないことも増えているというのである。結婚に特にメリットを感じない、女性と暮らすことにあまりメリットが感じられない、としている男性が増えているのである。
現代では、家庭で自炊をしなくとも外食産業や中食（なかしょく）、コンビニなどが発達しており、家事においても洗濯機、炊飯器、食器洗い機、掃除機などの便利な家電製品があり、また発達もしているので、女性に頼らなくとも、男性だけで十分に快適な生活が成り立つので、独身男性の視点から見て、女性と同居することのメリットが減少しているとの指摘がある。
社会的圧力の減少
かつての日本には、「結婚して一人前」とする周囲からの同調圧力があった。たとえば、「結婚しないと 出世が遅くなる」ということが知られている企業も多く、独身を貫こうとするだけで勇気が要った。これには扶養義務を持たない「身軽な人間」を要職に就けることに企業経営者が抵抗を感じたという事情があり、社会的な「常識」のような圧力が、男性全般を、結婚適齢年齢までに結婚するように駆り立てていたというのである。だが、現代では、男性はそのような社会的な圧力は受けていないと白河は指摘している。また、圧力のある時代では、若手女性社員は男性社員のお見合い要員と見なされる風潮があり、企業が結婚相手をしばしば世話しており、結婚は企業が従業員を統制する手段でもあった。しかし結婚話はセクシャルハラスメントになる。こうして、男性の場合、いくらでも結婚の回避や先延ばしが安易になってきている。
社内恋愛、社内結婚、お見合いの減少
岩澤美帆、三田房美の『日本労働研究雑誌』2005年1月号「職縁結婚の盛衰と未婚化の進展」などで指摘されていることだが、従来、社内恋愛は大切な出会いの場であった。ところが、就職氷河期が原因で女性社員も採用が減り、インフォーマルな付き合いも減ることにより、社内恋愛の機会が減少、機会の減少に伴い、社内結婚も減少したとした。同じく、岩澤美帆、三田房美は、上記の社内結婚およびお見合い結婚の減少で、初婚率の低下のほとんどは説明がつくという。
女性の専業主婦志望と男性の共稼ぎ希望との齟齬。
「女性も収入をもたらして欲しい」との男性の望みに女性が気付いていないことや応えようとしていないと白河は述べる。女性が専業主婦を希望していることを嫌がる男性が統計的に見て増えてきており、結婚後も、女性が労働し、収入を家庭にもたらして欲しいと考える男性が増えているのである。2005年の調査では、「妻には再就職して欲しい」の38%と「妻には主婦業および仕事で収入を得ることを両立して欲しい」の28%を合計すると、66%ほどの男性が、女性にも収入をもたらして欲しい、と思っている。それに対して、女性に専業主婦になって欲しいと望んでいる男性はわずか12%にすぎない。これは何も、女性に年収800万だの1000万円という高収入ではなく、手堅く仕事をして数百万円程度を稼いでくれることを男性は期待しているのだろう、と白河は分析している。近年の日本の景気では、ひとりの人間が収入を100万円増やすことも至難であるので、女性の稼ぎの有無で、一家の収入や可処分所得の額が1.5倍や2倍ほども異なってきてしまう。
| 年     | 専業主婦 | 再就職  | 両立    |
| 1987年 | 37%程度  | 37%程度 | 10%程度 |
| 1992年 | 30%程度  | 44%程度 | 11%程度 |
| 1997年 | 20%程度  | 43%程度 | 18%程度 |
| 2002年 | 18%程度  | 47%程度 | 19%程度 |
| 2005年 | 12%程度  | 38%程度 | 28%程度 |
| 2015年 | 10%程度  | 37%程度 | 33%程度 |
専業主婦を志望する女性にとっては男性の収入が低く、将来の見通しが不安定だと結婚相手として認識しづらくなる、と山田昌弘は表現した。但し、応えようとしない、つまりは専業主婦願望の女性統計や希望理由統計はないので、齟齬の大きさの実態は不明。
女性のダメ男を避けたい意識変化
白河桃子が『負け犬の遠吠え』（酒井順子著）、『だめんず・うぉ〜か〜』（倉田真由美著）により、結婚への意識と男性への意識（DVをはたらくなどのダメな男性を避けたい）が変化していると主張している。

## 文化
ちぎり

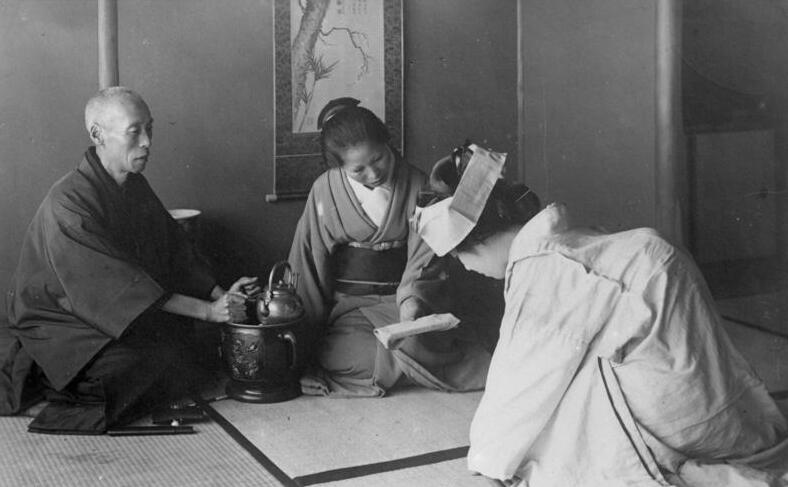
両親に挨拶をする花嫁

婚姻を古くから「（夫婦の）契り（ちぎり）」ともいう。
「入籍」
結婚すること、特に婚姻届を提出することを指して、俗に「籍を入れる」と言ったり、マスコミなどでは「入籍」と表現したりする場合があるが、戸籍法上の「入籍」とは意味が異なる。戸籍法上の「入籍」とは、すでにある戸籍の一員になることである。すでにある戸籍とは筆頭者が存在する戸籍であり、これに入るには筆頭者の配偶者になるか、子（養子含む）として戸籍に加えられるしかない。結婚は、戸籍法上では初婚の場合（分籍をしていなければ）、婚姻届が受理されることにより、元々お互いが入っていた親の戸籍から離れて新しく戸籍が作られ、そこに2人が構成される。そのためこのケースでは戸籍法上の「入籍」とは言わない。ただし、離婚や分籍の前歴があれば当人が筆頭者であるため、その戸籍に配偶者を迎え入れればこれは戸籍法上の「入籍」と呼ぶこともできるが、一般的ではない。同様に「婚姻届」のことを、「入籍届」と表現されることがあるが、入籍届は父母の離婚や養子縁組に際し子が別の（基本的には非筆頭者側の）戸籍に入るための届出書であり、婚姻届とは全くの別物である。
近年では、夫婦別姓を実現したいなどの理由で、婚姻届は出さず事実婚を選択するカップルも増えている。
このほか、結婚の類義語として、一方の側に立った表現として「嫁入り」「輿入れ」「婿入り」などがある。